# Sis nits d'Alger
Les Sis nits d'Alger era una cursa de ciclisme en pista, semblant a les curses de sis dies, que es corria a Alger, quan aquesta ciutat pertanyia a França. Només es va disputar l'edició de 1953.

## Palmarès
| Any  | Primers                             | Segons                         | Tercers                             |
| ---- | ----------------------------------- | ------------------------------ | ----------------------------------- |
| 1953 | Miquel Poblet · Ferdinando Terruzzi | Jang Goldschmit · Ferdi Kübler | Georges Senfftleben · Maurice Lauze |